# Mauguio
Mauguio – miejscowość i gmina we Francji, w regionie Oksytania, w departamencie Hérault.
Według danych na rok 1990 gminę zamieszkiwało 11 487 osób, a gęstość zaludnienia wynosiła 232 osoby/km² (wśród 1545 gmin Langwedocji-Roussillon Mauguio plasuje się na 14. miejscu pod względem liczby ludności, natomiast pod względem powierzchni na miejscu 61.).